# Mémorial italien d'Auschwitz
 (août 2022).

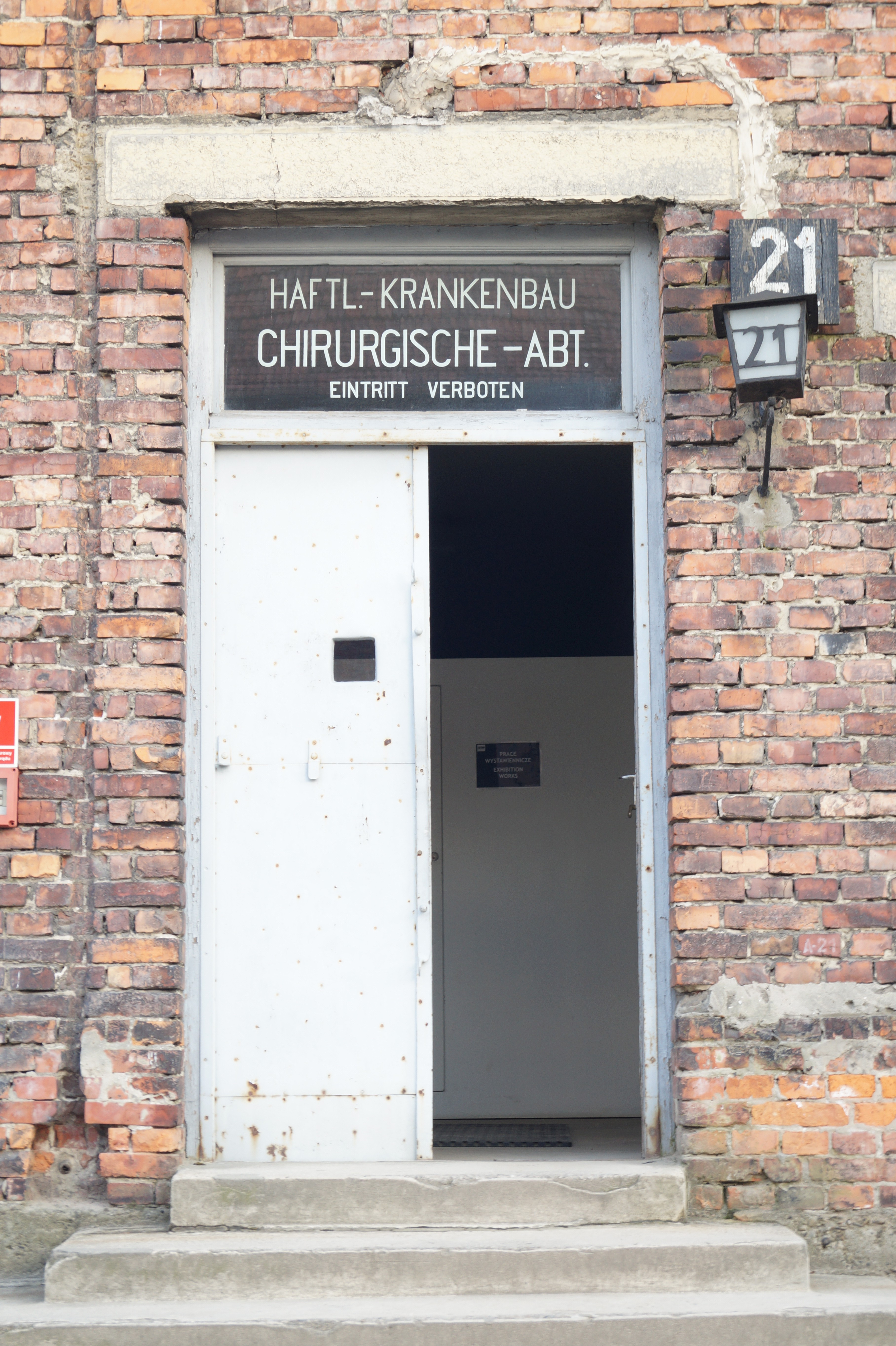
Entrée du Bloc 21 du camp d'Auschwitz-Birkenau

Le Mémorial italien d'Auschwitz constitue une installation artistique d'une grande importance pour l'histoire de l'architecture et de l'art contemporain. Inauguré en 1981 au sein du bloc 21 dans le camp de concentration d'Auschwitz, en Pologne, sa réalisation impliqua parmi les Italiens les plus illustres de l'après-guerre tels que BBPR, Primo Levi, Pupino Samonà, Nelo Risi et Luigi Nono. Cette œuvre contribua à forger l'identité actuelle d'Auschwitz, offerte par l'Italie républicaine née de la Résistance.

## Son contexte
En 1947, le complexe d'Auschwitz-Birkenau est officiellement déclaré monument commémoratif par le gouvernement polonais qui transforme le site en musée. Les blocs individuels du camp d’Auschwitz sont dédiés aux expositions nationales. Chaque pays ayant participé à la Deuxième Guerre mondiale et ayant été victime des déportations est invité à raconter sa mémoire, ses histoires nationales, liées à la déportation politique et à la Shoah. Le camp devient un lieu de mémoire collective en même temps que le mur de Berlin se dresse. L’Italie se voit attribuer le bloc 21, ironie du sort, puisque le quai de la gare Milano Centrale d’où partaient les trains pour Auschwitz était le numéro 21. Face au bloc italien se trouve celui d’Israël, et, sur son côté, celui en l’honneur des prisonniers politiques, les Triangles Rouges. Cet emplacement assez prestigieux leur est dédié car le parti communiste italien est très puissant et a beaucoup de rapports avec l’est européen. L’Italie et l’Israël sont les premiers pays à s’installer. L’Italie a, en quelque sorte, inventé le fascisme et doit raconter au monde en quoi il a consisté ainsi que raconter en quoi consistait la résistance antifasciste. En ces temps-là, l’Italie est celle de la république des Partisans ayant gagné la guerre civile et celle du Parti communiste italien, le plus grand d’Occident pour son époque.

## Sa conception
Le Mémorial fut conçu de 1950, déjà pendant l’après-guerre, jusqu’à son inauguration en 1981. Ce n’est pas le gouvernement qui a financé la réalisation du Mémorial comme dans de nombreux autres pays, mais l'Association nationale des ex-déportés italiens tombés dans les camps d'extermination nazis (ANED) basée à Turin. Différents artistes, architectes, réalisateurs et musiciens tels que le studio BBPR, Primo Levi, Pupino Samonà, Nelo Risi, Luigi Nono et d’autres y ont apporté leur contribution. Ces différents contributeurs étaient tout particulièrement concernés par le sujet, comme Levi et Belgiojoso ayant été détenus dans les camps, sachant donc à quoi y ressemble la vie. Les membres de BBPR ont, pour leur part, fait la résistance sur la ligne de front durant la guerre où ils perdirent un de leurs membres, Gian Luigi Banfi en ’45 à Gusen. 
C'est l'œuvre de témoins dont la construction s'exécuta de 1979 à 1980, au même moment que la déclaration du camp d'Auschwitz comme site de l'UNESCO, dont l'œuvre faisait désormais partie intégrante. 
La lenteur d’exécution du projet, de 1950 à 1980, est liée à la difficulté de se rendre en Pologne, de mettre en place le chantier mais aussi parce que l’État italien n’a pas voulu participer au projet. En effet, contrairement à de nombreux autres pays, le gouvernement a préféré laisser cette tâche à la citoyenneté et à des associations politiques afin d'éviter un phénomène de contrôle gouvernemental sur la réalisation d'un monument concernant l'histoire de tout son peuple. Ainsi, à la suite de nombreuses difficultés économiques et pratiques, le Mémorial Italien – Bloc 21 est inauguré en 1981, 40 ans après la libération du camp par les soldats soviétiques.
La spirale que constitue le Mémorial évoque l’idée d’un tunnel, une unique destinée à son bout, la mort. Spirale ne touchant jamais les murs, BBPR ne voulant pas que leur architecture touche ces murs de souffrance, ces murs historiques qui ne doivent être altérés par quoi que ce soit. Le spectateur marche entre ces toiles peintes à l’aérosol. Le peintre Pupino Samonà évoque différentes périodes marquantes de l'histoire italienne du XXe siècle en partant de la naissance du fascisme en Italie jusqu’à la révolution antifasciste de 1942, l’antifascisme et se concluant par la libération italienne. Tout est raconté picturalement et sans texte, à la manière de vitraux, permettant l'universalité et l'intemporalité du message.

### Une des premières installations multimédia au monde
Bruno Levi considère le Mémorial comme la première installation multimédia au monde. Le Mémorial italien réuni l'architecture, la peinture, la musique, la littérature et le cinéma en une seule œuvre. Luigi Nono, un des premiers musiciens électronique compose "Ricorda cosa ti hanno fatto in Auschwitz" (Souviens toi de ce qu'ils t'ont fait à Auschwitz) diffusée en fond du parcours. L'écrivain Primo Levi écrit, pour sa part, la narration du parcours peint sur les 23 pièces de voiles qui se déploient dans le bâtiment. Celles-ci sont réalisées à l'aérosol par Pupino Samonà, une technique naissante pour l'époque. L'ensemble de l'espace d'exposition est conçu par BBPR. Tout comme avec Albini ou Scarpa, l'architecture du réalisme italien d'après-guerre qui se développe entre les années 1950 et 1960 considère l'espace dans son ensemble, tout d'abord comme un projet englobant. Ce sont quelques éléments formels qui participent à définir une réflexion globale sur l'exposition, sur son sens et sa signification. Chacun des éléments en présence fait partie d'un tout directeur. Le contenant communique avec le contenu, s'enrichissant l'un l'autre. C'est ici le dialogue que l'on retrouve entre le bâtiment 21 et la spirale et entre la spirale et la passerelle de bois. 
Ce projet n'utilise pas de subterfuges, d'effets spéciaux de lumières, de couleurs ou de sons. C'est simplement une architecture qui accompagne, consciente de ses limites, celle de la conception d'un espace conçu. C'est également une architecture d'exposition qui investit ses visiteurs dans sa propre compréhension.

### Détails de l'œuvre
Le visiteur est accueilli dans l’exposition avec ces paroles de Primo Levi : « Da qualunque paese tu venga non sei un estraneo. Fa che il tuo viaggio non sia stato inutile,che non sia stata inutile la nostra morte. » (Quel que soit votre pays d'origine, vous n'êtes pas un étranger. Que votre voyage ne soit pas inutile, que notre mort ne soit pas inutile.) Puis, la musique de Luigi Nono arrive à ses oreilles "Ricorda cosa ti hanno fatto in Auschwitz" (Souviens toi de ce qu'ils t'ont fait à Auschwitz).
La mise en scène du Bloc 21 se déroule simplement et incessamment, tout comme l'Histoire. Cette spirale évoque l'infini et la typologie du tunnel au milieu duquel avance un chemin de bois, comme le chemin tout tracé, rappelant les pistes des camps, nous guidant au milieu du tourbillon de couleurs et de douleurs. Les "feux rayés" qui nous enveloppent, ces mêmes rayures verticales noires et blanches que sur les chemises des détenus des camps, représentent également le drapeau allemand en se mélangeant au rouge et à l'or représentant la liberté et l'unité du peuple à la suite de la Seconde Guerre mondiale.
Ce tunnel que figure le Mémorial, ne touche pas les murs comme pour être transporté sans pouvoir s’appuyer ou s’accrocher pour ralentir le cheminement du visiteur vers une fin inexorable. Elle se confronte elle-même mais aussi le visiteur à l’horreur qu’accueillait ce vide. Les concepteurs ont voulu transmettre par cette œuvre un dégoût en dépit d’une présence. 
Cette spirale est composée de 23 bandes de toiles peintes par Pupino Samonà, sur base du texte de Primo Levi. Ses dimensions et ses proportions sont ajustées pour le blocus 21. La forme circulaire a également été sélectionnée en opposition avec l’aplatissement de la question raciale. À travers cette spirale, un message d’origine lointaine des arguments détournés pour soutenir la fonction de ce bâtiment d’exposition 21 mais aussi de possibilité de réitération de telles évènements. Cette forme a été choisie pour nous mettre en garde. Une mise en garde contre toute simplification, contre les généralités et les stéréotypes. 
Au-delà de la description du régime politique nazie-fasciste d’emprisonnement et d’extermination, le projet fait état de mémoire du pays italien dans ses difficultés économiques et pratiques, de sa colère et de la bonne volonté d’une grande partie de son peuple. Une œuvre qui dénonce sans rhétorique, par simple représentation et exposition des faits. Ils relatent le système instauré par différentes multinationales qui utilisaient la main-d’œuvre des camps. On retrouve ainsi sur certains panneaux les logos de Volkswagen, AEG, BAYER ou encore SIEMENS. L’œuvre parle également du fascisme italien, pré hitlérien, elle parle de qui avait combattu et qui ne l’avait pas fait. Des esquisses de figure humaines telle que celle d’Antonio Gramsci ou de squelettes sans nom.

## Un monument à enjeux multiples
Cette œuvre parle de toutes les victimes de cette période tragique de l'Histoire et pas uniquement de la Shoah. La solution finale a également touchée les Roms, les Sinti, les citoyens, les intellectuels, les homosexuels et les lesbiennes, les handicapés physiques et mentaux, les syndicalistes, les résistants et les antifascistes, les idéologues, les communistes, les socialistes, les catholiques et les anarchistes.

## Démantèlement du Mémorial
Le 1er juillet 2011, le Mémorial italien du Camp / Musée d'Auschwitz a été fermé en raison de la décision unilatérale du Musée d'Auschwitz-Birkenau / KZ Management, au motif qu'il s'agit d'un ouvrage non conforme au Règlement général et aux Lignes directrices pour les aménagements des expositions nationales adoptées en Pologne en 1990, le considérant comme « une œuvre d'art pour elle-même », « dépourvue de valeur éducative ».
En 2015, l’Italie a accepté l’ultimatum des autorités polonaises : retirer l’œuvre avant qu’elle ne soit détruite par le Musée d’Auschwitz, au motif qu’elle comportait des symboles communistes de l’après-guerre. 
La loi 31/2008 prévoyait sa "restructuration", suscitant les craintes de l'Aned et de ceux qui jugent impossible de restructurer "le témoignage apporté, à travers l'art, par les rescapés". Pour la défense du Mémorial, les Académies de Brera, Turin et Palerme, ainsi que les Facultés d'Architecture de Palerme, Naples, Reggio Calabria et Parme se sont alignées à travers leur consortium doctoral en conception architecturale, l'Isrec de Bergame, les syndicats du bâtiment CGIL-CISL -UIL, le magazine 'Ananke dirigé par Marco Dezzi Bardeschi, le Centro d'Arte Piane dei Colli di Palermo, des personnalités d'institutions culturelles et d'universités internationales (voir le Manifeste de Brera signé et publié sur le site www.isrec.it). 

### L'opposition au démantèlement[1]
Certains acteurs de la lutte contre ce démantèlement optent pour une vision différente des choses. Ils accusent tout d'abord un révisionnisme de symbole dangereux. D'autre part, ils font remarquer que les politiques italiens sont plutôt arrangés d'avoir le Mémorial dans leur pays plutôt qu'en Pologne et accusent également l'Italie d'un révisionnisme historique, voulant faire oublier la guerre civile, les partisans et les résistants en effectuant un nettoyage des symboles anti fascistes entre autres.  
Par ailleurs, cette opposition au transfert du Mémorial italien porte aussi la faute sur la communauté juive de Rome, très influente auprès des politiques italiennes. C'est la communauté juive la plus ancienne au monde après celle de la Palestine actuelle et l'holocauste a fait passer leur nombre de plusieurs milliers à 15 ce qui les motiverait - selon l'opposition -  à exiger que l'on ne parle plus que de la Shoah sur la toile de ce monument et plus des partisans ou des résistants. Aujourd'hui le fils d'un des architectes de BBPR, Belgiojoso, est du même avis et souhaiterait refaire le mémorial de son père à Auschwitz en ne parlant que des témoignages juifs. Cependant, sa sœur et son frère ne sont pas en accord avec lui et refusent d'effacer une mémoire collective. 
Ainsi, selon des opposants à son démantèlement, un paradoxe est né. Ils reprochent à « des ex-communistes du gouvernement italien » de « détruire le Mémorial en l’arrachant au lieu duquel et pour lequel il a été créé ». Que même des membres de l’Aned fassent cette demande de destruction de l’œuvre par sa délocalisation en utilisant le politiquement correct et le bipartisme.

Ils soulèvent également que la droite anticommuniste polonaise dont le directeur du musée d’Auschwitz déclare faire partie, la droite italienne ainsi que la communauté juive italienne jugée par les opposants comme fort conservatrice dénoncent une « non-représentativité du monument », qu’il est de « l’art pour l’art ». Cependant l’opposition défend que ce Mémorial gène ces différents groupes politiques car il parle trop du nazi-fascisme, des prisonniers politiques et des collusions des multinationales. Que ce monument a été réalisé par les Italiens parmi les plus illustres de l’après-guerre et que le message qu'il transporte ne peut être altéré. Dans le cas contraire, l’homme affamé depuis des mois de jeûne à Auschwitz n’aura pas été tué par la faim mais par l’abandon de sa mémoire à cause de la représentation du drapeau communiste à ses côtés.
« On ne peut pas faire des guerres de mémoires, parler des deux ensemble ne fait que les renforcer » Gregorio Carboni Maestri
Des institutions, des citoyens volontaires, l'École de Restauration de Brera, l'ISREC (Institut Bergame pour l'Histoire de la Résistance et de l'Époque Contemporaine), ainsi que la Faculté de Conservation et Restauration de l'Académie des Beaux-Arts de Cracovie participeront à ce mouvement d'opposition à la destruction du Mémorial par sa délocalisation du site pour lequel il a été créé. Sandro Scarrocchia, tout d'abord, entreprend cette résistance volontaire avec les étudiants de Brera et de Cracovie et avec des personnalités comme la doctorante Emanuela Nolfo.
Ils accusent l’intention de réduire le message transmis par des victimes des barbaries perpétuées à celui de la Shoah, en outrepassant celui des partisans, des victimes politiques ou de l’anti-nazi-fascisme. Intolérable pour ce parti au sein d’un site UNESCO d’une telle importance.

Voici les revendications traduites de l'italien émises dans le manifeste pour la protection du Mémorial Italien en réaction à cette décision :
" La fermeture du Mémorial italien a été mise en œuvre le 1er juillet 2011 car il a été jugé didactiquement inadéquat, en tant qu'œuvre d '«art pour l'art». Cela démontre l'incompréhension totale du Monument et une gestion contradictoire actuelle de la protection de l'ensemble du camp d'Auschwitz. La Déclaration de l'Unesco de 1979 posait le problème de la conservation du Camp : non pas par rapport aux besoins muséographiques et d'exposition, mais au principe essentiel du respect de la substance historique d'Auschwitz en tant que monument-document en tant que site du patrimoine mondial. NOUS REPRÉSENTONS QUE Le Mémorial italien est l'œuvre de Lodovico Belgiojoso et Primo Levi, auteurs qui ont connu les atrocités de la déportation. Ils ont livré leur témoignage de l'écriture artistique et architecturale des ex-déportés. Dernière œuvre architecturale du BBPR et première œuvre multimédia européenne, pour les contributions concurrentes de Littérature (Primo Levi) - Mise en scène (Nelo Risi) - Peinture (Mario Pupino Samonà) - Musique (Luigi Nono), le mémorial a été inclus par Bruno Zevi entre les textes fondateurs de l'architecture contemporaine. L'œuvre est une réflexion stylistique et symbolique, un témoignage et un geste pédagogique visant à fournir, à travers la nature chorale de ses composants, l'évocation de la triste expérience de la déportation italienne. Le Mémorial italien (1978-80), construit au moment même de la reconnaissance d'Auschwitz comme site de l'Unesco (1979), fait partie intégrante du processus de reconnaissance internationale qui le sous-tend. Le Mémorial italien est chargé de conflits internes à la culture italienne, juive et polonaise, selon une phénoménologie qui caractérise tout document-monument d'importance internationale, donc multiculturel dans son origine et sa réception. La compréhension de cette valeur fondamentale constitue une question didactique et pédagogique. Mais avec la clôture des travaux, la Direction d'Auschwitz agit en partie au litige, et non en arbitre serein du conflit, contrevenant ainsi au principe universel de conservation. Le Mémorial italien représente le seul exemple d'une exposition nationale qui anticipe de vingt ans l'élaboration des Lignes directrices d'Auschwitz pour les installations des années 1990 : en fait, il n'affecte en rien la substance de construction du bloc 21 dans lequel il est situé et ne le modifie pas. tandis que les récents réaménagements de la France et de la Hongrie, apportés en exemple par la Direction du Champ-Musée, sont en contradiction ouverte avec les mêmes Directives. Le Mémorial italien fait actuellement l'objet d'une demande de reconnaissance en tant que bien culturel transmise au Ministère italien du patrimoine culturel, au Comité des sites de l'UNESCO et à l'ICOM, par le doctorat en conception architecturale "Restauration du moderne" des universités du consortium de Palerme (siège) , Naples "Federico II", Parme, "Mediterranea" de Reggio Calabria et l'Académie de Brera, avec le soutien des Académies de BB. AA. de Milan, Turin, Palerme., demande à laquelle nous attendons une réponse. NOUS DEMANDONS QUE le Mémorial italien soit immédiatement rouvert au public, en confirmant sa conservation intégrale in situ, qui ne dépend pas d'idéologies ou de didactismes qui pourraient déformer les documents matériels du camp d'Auschwitz dans une exposition muséale qui change toujours dans les décors et valeurs représentées. Nous appelons donc tous les citoyens, étudiants, hommes de culture et ceux qui se soucient des valeurs que le Mémorial italien préserve et transmet, afin qu'ils veuillent se mobiliser pour sa conservation matérielle à Auschwitz, en adhérant à cet appel et en intervenant dans la presse, sur le web et dans toutes les institutions italiennes et internationales compétentes. "

" 1. Le Mémorial est le seul exemple d'installation parfaitement conforme aux Lignes directrices pour la conservation d'Auschwitz récemment formulées, laissant intacte la structure du bâtiment dans lequel il se trouve, tout en étant lié au site dans le façon la plus appropriée et créative à la fois (certainement dans les limites des coordonnées de l'époque à laquelle elle appartient) ; 2. il n'y a pas d'actes spécifiques de nature publique, de portée polonaise ou internationale, c'est-à-dire approuvés par le Comité international d'Auschwitz, qui expriment une opinion négative sur le Mémorial italien ; 3. le gouvernement italien n'a jamais présenté le projet d'accord appelé "Progetto Glossa" - approuvé par l'ANED lors du Congrès national d'octobre 2008 - aux instances nationales et internationales d'Auschwitz, demandant à la direction du musée d'Auschwitz et au Comité international d'exprimer avis spécifique et motivé; 4. Il ne semble pas que l'ANED, en tant que propriétaire du Mémorial et surtout corps unitaire de la mémoire de la déportation italienne vers les camps d'extermination nazis, ait jamais approuvé la possibilité d'un transfert du Mémorial d'Auschwitz à l'ancien camp de Fossoli, ce qui résulterait " déformant " ainsi pour le Mémorial, conçu " pour " Auschwitz et " conçu " pour encadrer " ce " lieu de mémoire, évidemment non interchangeable, comme pour Fossoli, à son tour un lieu de " propre " mémoire et également non interchangeable ; 5. Il est difficilement compréhensible que l'Italie accepte de reconnaître le Mémorial comme un bien culturel "après" l'éventuel transfert d'Auschwitz, car transfert et reconnaissance sont incompatibles et s'excluent d'eux-mêmes. "

## Projet Glossa 21[1]
Afin de réagir devant la proposition de démantèlement du Mémorial et devant son abandon, le projet Glossa 21 est lancé par Gregorio Carboni Maestri en 2011, doctorant à la faculté d'architecture de l'université de Brera, sous la direction de Sandro Scarrocchia, professeur de la même faculté et premier défenseur du Mémorial et, plus tard, avec le soutien de Peter Eisenmann. En effet, depuis plus d'une dizaine d'années, le site tombe en ruine. Le haut-parleur diffusant la musique de Nono est cassé et n’a pas été remplacé, le bâtiment est poussiéreux et négligé. Ses fenêtres sont hermétiquement fermées et ne laissent plus entrer la lumière donnant vie aux peintures de Samonà. Les visiteurs n’ont pas les indications nécessaires à éviter d’entrer par la sortie de la spirale. Ce projet Glossa 21 est né de la conviction que le Mémorial italien - la mémoire même de notre passé - ne doit pas être annulé. Elle exige la conservation de l'œuvre dans son intégralité, préservant son « inactualité » et sa « dissonance » constitutives.
Ils souhaitent rendre ce bâtiment encore vivant et actuel, lui permettre de raconter un passé douloureux aux visiteurs contemporains et futurs, mais aussi de faire en sorte que l'intervention tienne compte de toutes les sensibilités en présence. L'intervention supplémentaire, cependant, ne peut et ne doit pas être désaccordée; elle ne doit pas chevaucher l'œuvre originale mais être là comme si « elle avait toujours été là ».
Le chantier Bloc 21 - Projet Glossa a été promu par l'école de restauration Camillo Boito di Brera. Ce projet se divise en 3 parties. Tout d'abord, une enquête sur ce qui a rendu le Mémorial source de conflit est menée. Suit la mise en place d'un projet de conservation de l'œuvre et des mesures de restaurations sont établies. Et, enfin, vient le développement du projet Glossa devant respecter les normes dernièrement adoptées par le musée d'Auschwitz.
Le nom du projet est une idée de ses deux concepteurs. L'idée de Boscarocchia est celle de la "Glossa" qui est l'ensemble des notes de bas de page pour expliquer les textes anciens illisibles. Carboni proposa, pour sa part, le nombre 21 en l'honneur du nombre du bloc 21 et du XXIe siècle qui aurait permis le renouveau de cette œuvre.

### Détails du projet
Concrètement, le projet se matérialise en une « Linea Glossa » formant une quadrature du cercle de la spirale. Cette ligne de textes et de description aurait accompagné l'ellipse sans jamais la toucher. Elle aurait décrit l'œuvre de 1981 tout en préservant son intégrité monumentale. Le projet a été pensé dans l'optique d'être absent et transparent autant que possible afin de laisser la place au monument. Il cherche à révéler les enjeux et la véritable urgence que cette situation soulevait.
Les textes auraient été écrits en italien, en anglais, en hébreu et en polonais. Sur cette "Linea" aurait d'abord été inscrit le texte de Primo Levi en bas-relief ainsi que des descriptions des représentations de la toile de Samonà mais aussi du contexte italien, du fascisme, de qui était Gramsci, qu'étaient les lois raciales ou encore la résistance partisane. Glossa 21 aurait aussi présenté les auteurs du Mémorial ainsi que leurs intentions dans la réalisation d'une telle œuvre d'avant-garde. Les inscriptions auraient également compris la description argumentée et didactique de chacun de ses propres choix de composition, justifiant sa juxtaposition sémantique « multiple » dans la continuité du projet précédent.
L'installation aurait voulu ajouter, sans perturber en aucune façon le Mémorial, les innovations nécessaires et appropriées pour le faire "dialoguer" avec les nouvelles générations, grâce aussi à des moyens de communication qui étaient inimaginables à l'époque où l'œuvre a été conçue, mais précisément pour cela constitue un témoignage unique et précieux pour Auschwitz. Le projet n'aurait pas utilisé d'électricité mais aurait été une installation qui résiste au temps et à l'usure.
La ligne du projet Glossa 21 aurait traversé chacune des pièces du bloc 21. Le travail de cette ligne était au cœur de ce projet. Le spectateur aurait été appelé par elle dès l’entrée dans le bâtiment par sa légère inclinaison. La Linea Glossa avait été pensée pour être finement éclairée quand il l'aurait fallu sans pour autant perturber le toile elliptique. Elle aurait réglé certains problèmes structurels de la spirale en devenant son support aux points plus critiques et en tendant la toile plus efficacement aux points de rupture. La ligne aurait aussi servi en continu de conservateur et de gardien du Mémorial en régulant l’humidité de l’air et en accueillant le système d’alarme incendie. D'autre part, les fenêtres auraient finalement été équipées de verre avec des filtres de protection UV et auraient pu être ouvertes en grand.

#### Symbolisme juif dans ses mensurations
Les mensurations de cette file ininterrompue auraient été liées à la numérologie et au symbolisme de la Ghirométrie juive : 157, 317, 523. 
157 : "Mes persécuteurs et mes adversaires sont nombreux, mais je ne m'écarte pas de vos témoignages." 
317 : Shoah = (5 + 300 + 6 + 1 + 5). 
Et, comme cela arrive souvent dans la culture juive, le nombre caché, pour Shoah, 523. 
157 auraient été les centimètres qui auraient séparé la ligne brillante du sol et/ou le mur lorsque cela est possible, en marquant la distance à l'îlot en continuité avec la pensée du projet initial. 317 aurait été la mesure constante de la hauteur de la ligne horizontalement, même si elle est en diagonale et 523 aurait été le développement global du plan s'il est déplié. Des mesures qui auraient été ensuite développées de plus de façons et de plus de points, voir sous des formes différentes.

## Transfert à Florence
Le Mémorial a été démonté en 2015, transporté à Florence à partir de 2016 puis remonté à Florence en 2018, inauguré le 8 mai 2019 au centre Ex3 de Gavinana. Ce transfert fut réalisé sous la tutelle de Dario Venegoni.
" Le maire s'est alors déclaré fier du fait que l'installation soit située "juste en face de la Piazza Bartali", car il y avait aussi de grands hommes comme Gino Bartali qui ont risqué leur vie pour sauver des dizaines de vies humaines" tiré de l’article de Repubblica.

## Distinctions
Les Académies italiennes avec son Haut Patronage ont reconnu les plus hautes distinctions lors de la Journée du Souvenir de 2011 au Mémorial.